# Tour de France de 1958
O Tour de France 1958 foi a 45º Volta a França, teve início no dia 26 de Junho e concluiu-se em 19 de Julho de 1958. A corrida foi composta por 24 etapas, no total mais de 4319 km, foram percorridos com uma média de 36,919 km/h.

## Resultados

### Classificação geral
| Pos | Nome                | País       | Equipa | Tempo        |
| --- | ------------------- | ---------- | ------ | ------------ |
| 1   | Charly Gaul         | Luxemburgo |        | 116h 59' 05" |
| 2   | Vito Favero         | Itália     |        | 3' 10"       |
| 3   | Raphaël Géminiani   | França     |        | 3' 41"       |
| 4   | Jan Adriaensens     | Bélgica    |        | 7' 16"       |
| 5   | Gastone Nencini     | Itália     |        | 13' 33"      |
| 6   | Jozef Planckaert    | Bélgica    |        | 28' 01"      |
| 7   | Louison Bobet       | França     |        | 31' 39"      |
| 8   | Federico Bahamontes | Espanha    |        | 40' 44"      |
| 9   | Louis Bergaud       | França     |        | 48' 33"      |
| 10  | Jos Hoevenaers      | Bélgica    |        | 58' 26"      |